# ارتفاع ضغط الدم ومتلازمة قصر الأصابع
ارتفاع ضغط الدم ومتلازمة الأصابع القصيرة (اختصارًا HTNB)، وتعرف أيضًا باسم متلازمة بيلغينتوران (بالإنجليزية: Bilginturan syndrome)‏ ومتلازمة قصر الأصابع من النوع E (بالإنجليزية: brachydactyly type E)‏ وغيرها. تُعد هذه المتلازمة حالة وراثية نادرة جدًا. وُثقت أول حالة في عام 1973 من قبل ن. بيلغينتوران وزملائه. معدل الانتشار المقدر في هذه السنة كان أقل من 1 من 1,000,000.

## الأعراض
يتصف الاضطراب بما يلي:
- ارتفاع ضغط الدم الشديد غير المرتبط بملح الطعام (كلوريد الصوديوم) وإنما يرتبط بالتقدم بالسن
- قصر أصابع اليدين
- زيادة في معدل نمو الخلايا المولدة اليفية
- الاتصال العصبي الوعائ ي(اتصال الأوعية الدموية بشكل مباشر) بالنخاع المنقاري البطني الوحشي (rostral-ventrolateral medulla)
- تغيير تنظيم المنعكس الضغطي [الإنجليزية]
- الوفاة بسبب السكتة الدماغية قبل سن 50 عامًا في حال عدم علاجها

## الوراثة
يُعتقد أنَّ هذه المتلازمة مرتبطة بطفرات في جين PDE3A [الإنجليزية].